# Коробов, Виталий Фёдорович
Виталий Федорович Коробов (10 апреля 1937, Ростов-на-Дону — 25 марта 2019) — заслуженный художник Российской Федерации. Художник творческой фирмы «Донской художественный фонд». Почётный член Российской Академии художеств. Профессор кафедры ИЗО ПИ ЮФУ. Награждён Золотой медалью Российской Академии Художеств.

## Биография
Виталий Коробов родился 10 апреля 1937 года в Ростове-на-Дону. В 1953 году стал студентом Ростовского художественного училища им. М. Б. Грекова. Учился на живописном отделении у А. М. Черныха, А. С. Кулагина. По окончании обучения получил диплом с отличием. В 1958 году поступил в Ленинградский институт живописи, скульптуры и архитектуры им. И. Е. Репина Академии Художеств СССР. Учился на живописном факультете, мастерская академика Б. В. Иогансона. Его преподавателями были А. Д. Зайцев, Л. В. Худяков, В. В. Соколов.
С 1958 года стал участвовать в областных, зональных и всесоюзных выставках, его работы выставлялись за рубежом.
В 1968—1971 годах был кандидатом в члены СХ СССР. В 1971 году стал членом Союза художников СССР.
В 1970 году состоялась выставках работ 9 художников, в их числе и Виталия Коробова, в Областном музее изобразительных искусств.
40 работ автора находятся в Ростовском областном музее изобразительных искусств, также они есть в других музея области. Его работы — в составе частных коллекций во Франции, Германии, России и США.
В 1979 году прошла персональная выставка в Ростове-на-Дону в Доме актера. Следующие персональные выставки проходили в 1988 году, 1990 году, в 1997 году, 2007 и 2012 году в Ростове-на-Дону и Азове.
Автор учебных пособий «Карандашный рисунок в работе над пейзажем», «Колорит в живописи». Награжден медалью «Шувалов» и Золотой медалью Российской Академии Художеств.
7 июня 2007 года Виталию Коробову было присвоено почётное звание «Заслуженного художника Российской Федерации».